# Sarah Bray
Monique ”Mick” Wersant, född 9 september 1966, är en luxemburgsk sångerska. Hon är främst känd under artistnamnet Sarah Bray.
Wersant arbetar inom banksektorn och arbetar med musik på fritiden. Tillsammans med kompositören Patrick Hippert bildade hon musikgruppen Skara Bray 1985, där hon var sångerska och frontfigur. De släppte debutalbumet New Blue 1990.
Wersant utsågs till Luxemburgs representant i Eurovision Song Contest 1991. Hon framförde balladen Un Baiser Volé som hon skrivit själv tillsammans med Hippert och Linda Lecomte. Bidraget slutade på 14:e plats med 29 poäng.